# Роялизъм
Роялизмът е политическа идеология, изповядвана от роялистите.
Проповядва или поддържа определена коронована династия или особа. Тази особеност го отличава в честото му объркване или смесване с монархизма, който подкрепя монархията като форма на държавно управление по принцип (без конкретни личности).
Роялизмът в частност се свърза с Франция – с легитимизма след края на Наполеоновите войни и с подкрепата за Бурбоните сред привържениците на старите ценности и порядки във френското общество след Френската революция.